# ختان فرعوني
الختان الفرعوني (بالإنجليزية: Infibulation)‏ هو استئصال جراحي للأعضاء التناسلية الأنثوية الخارجية ومحاولة دمجها من الفرج. كما يُمكن أن يُشير الختان الفرعوني إلى وضع قفل على القلفة في قضيب الرجال.

## الإناث
الختان الفرعوني للإناث لم يعد اليوم موجودا؛ لكن وفي المقابل فقد تم تعويضه بمصطلح ختان الإناث الذي وضعته منظمة الصحة العالمية والذي يتداخل معه في الكثير من الممارسات. انتشر الختان الفرعوني في أفريقيا؛ خاصة في شمالها ولعل أبرز الدول التي بدأ منها أو انتشر فيها في وقت لاحق هي كل من إثيوبيا، إريتيريا، جيبوتي، الصومال ثم السودان ويتمتل بالأساس في إزالة الشفران الصغيران والكبيران ثم خياطتهما مع الفرج.
عملية الختان الفرعوني تترك خلفها جدارا من الجلد واللحم عبر فتحة المهبل كما تتشكل جلود أخرى في بقية منطقة العانة. ويقوم مُنفذ العملية بإدخال غصين أو شيء مشابه له إلى أن يُشفى الجرح، كما يتم إنشاء ثقب صغير لمرور البول ودم الحيض. العملية عادة ما تكون مصحوبة بإزالة كلية أو جزئية لحشفة البظر. وعند الانتهاء من الختان يستلزم على الفتاة البقاء من أسبوعين إلى أربع أسابيع دون حركة حتى تستطيع التشافي من مخلفات الختان.
عادة ما يتوغل (يدخل) المهبل في وقت زواج المرأة بسبب قضيب زوجها، أو عن طريق قطع الأنسجة بسكين. ثم يعود للانفتاح بقوة خلال الولادة ويعود للانغلاق مجددا في عملية تُعرف باسم ترميم البظر (deinfibulation). لكن الختان الفرعوني حالة خاصة حيث من الممكن أن يسبب الألم المزمن والعدوى، كما قد يُؤدي إلى تلف الجهاز البولي لفترات طويلة مما يعني تجمع البول داخل جسم الفتاة؛ ليس هذا فقط فالختان الفرعوني قد يتسبب في انعدام الحمل كما قد يؤدي للوفاة بسبب النزيف الداخلي.

## الذكور

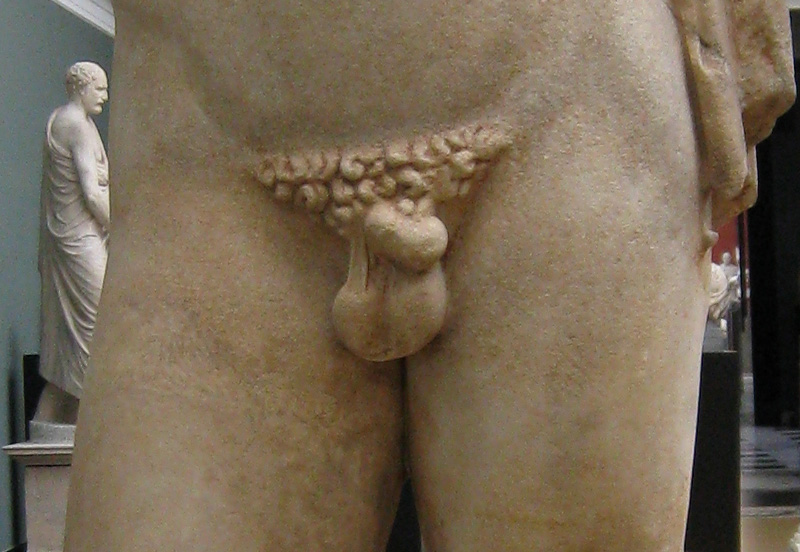
الشاعر اليوناني أناكريون (582-485 قبل الميلاد) وهو في وضع kynodesmē

يُشير الختان الفرعوني عند الذكور بشكل مباشر إلى وضع قفل على القلفة. في اليونان القديمة، ذكر الرياضيين والمطربين وغيرهم من فناني الأداء العام في مذكراتهم استخدم المشبك أو القفل لإغلاق القلفة ووضع القضيب في جانب واحد، هذه الممارسة معروفة في اليونان باسم kynodesmē (تُترجم حرفيا لـ "الكلب التعادل"). كما انتشر الختان الفرعوني في روما وكان العديد من الرجال يستخدمون في كثير من الأحيان حلقة دائرية ويُحكمون إغلاقها على القلفة.
اعتبر هذا النوع من الممارسات حينها علامة على ضبط النفس والامتناع عن ممارسة الجنس، أما آخرون فكانوا يقومون بها كعلامة على التقدم والازدهار والثقافة وذلك باعتبار أن ظهور القضيب وحشفته على وجه الخصوص أمر غير أخلاقي. لذلك فربط القضيب بسلسلة أو حلقة دائرية كانت وسيلة لتجنب ما كان ينظر له على أنه عار مشين (المشهد المكشوف لحشفة القضيب)، كما ارتبطت هذه الممارسات بالعبيد والبرابرة (الخصي).